# El Vigo
El Vigo es una entidad de población española del municipio de Valle de Mena, perteneciente a la provincia de Burgos, en la comunidad autónoma de Castilla y León.

## Historia
Hacia mediados del siglo XIX, el lugar, ya por entonces perteneciente al ayuntamiento de Valle de Mena, tenía contabilizada una población de 34 habitantes. Aparece descrito en el decimosexto y último volumen del Diccionario geográfico-estadístico-histórico de España y sus posesiones de Ultramar de Pascual Madoz con las siguientes palabras:

VIGO DE MENA (el): l. en la prov., aud. terr., c. g. de Búrgos (21 leg.), part. jud. de Villarcayo (4), dióc. vere nullius de la órden de San Juan de Jerusalen, ayunt. del Valle de Mena: sit. en un plano inclinado, con buena ventilacion y clima frio y húmedo, por su proximidad á una elevada peña que le priva del benéfico influjo del sol, especialmente en invierno; las enfermedades comunes son constipados, reumas y fiebres intermitentes. Tiene 12 casas; una igl. parr. (San Pedro) aneja de la de Vallejo, servida por un cura párroco. El térm. confina N. Vallejo; E. Anzo; S. Casadilla, y O. Villasuso. El terreno es de medina calidad; la parte montuosa está poblada de robles y encinas. Los caminos son locales. El correo se recibe de Villarcayo, por medio de balijero. prod.: cereales, legumbres y frutas; cria ganado lanar, caballar, cabrío y vacuno; caza de liebres y perdices. pobl.: 9 vec, 34 alm. cap. imp.: 222 reales.
(Madoz, 1850, p. 58)

En 2022, tenía empadronados cuatro habitantes.

## Patrimonio
Hay en el lugar una iglesia de San Pedro.